# Sergej Radoněžský
Sergej Radoněžský, též Sergij Radoněžský či Sergej z Radoněže (rusky Се́ргий Ра́донежский, 3. května 1314 – 25. září 1392) byl ruský středověký duchovní vůdce, kněz, jeden z nejuctívanějších pravoslavných svatých. Je považován za velkou osobnost ruských dějin, důkazem čehož je, že roku 2008 byl zvolen do padesátky největších Rusů historie.

## Život
Sergej, původním jménem Bartoloměj, se narodil ve vsi Varnica pod Rostovem zbožným rodičům Cyrilu a Marii. V roce 1329 se rodina přestěhovala do Radoněže, kde žili jako chudí rolníci.
Bartolomějovi bratři se oženili a jeho rodiče vstoupili do Chotkovského monastýru Záštity Přesvaté Bohorodice. Po úmrtí svých rodičů Bartoloměj odešel s ovdovělým bratrem Štěpánem do hlubokých lesů nedaleko Radoněže, kde se oddali postu a modlitbám. Bratři časem vystavěli poustevnu i kapli, která byla vysvěcena k poctě Svaté Trojice svatým Theognostem, metropolitou kyjevským a celé Rusi (+ 1353; 14. březen jul.kalendáře/27.3. greg.kalendáře).
Poté, co Štěpán odešel do kláštera v Moskvě, zůstal Bartoloměj v lesích sám. V den svátku svatých mučedníků Sergeje a Bakchuse (7. říjen jul.kal./20.10. greg.kal.) igumen Mitrofan přišel k poustevníku Bartoloměji na návštěvu, od něhož Bartoloměj roku 1337 přijal mnišské postřižení se jménem svatého Sergije. Tichý a pokorný mnich Sergij se jen modlil a pracoval, snášel pokušení a napadání běsů, kteří se ho snažili z lesů vyhnat, a proti nimž se bránil kromě jiného i slovy žalmu krále Davida:
Povstane Bůh, a rozprchnou se jeho nepřátelé, na útěk se před ním dají, kdo ho nenávidí. Odvaneš je jako dým. Tak jako taje vosk před žárem ohně, tak zhynou před Bohem svévolníci. Spravedliví se však zaradují a jásotem budou oslavovat Boha, budou se radostně veselit. Prozpěvujte Bohu, pějte žalmy jeho jménu, upravujte cestu tomu, který jede pustinami. Hospodin je jeho jméno, jásotem ho oslavujte.
Ž 68,2-5 ČEP
Svatý poustevník musel také odvahou a modlitbou odolávat divoké zvěři a z dochovaného vyprávění vyplývá, že se spřátelil s medvědem, se kterým se dělil o chléb.
Postupem času kolem Sergije vznikla skupina dvanácti mnichů, kteří si vystavěli v okolí sruby – vznikla Trojicko-sergijevská lávra.
V roce 1354 biskup volyňský Athanasij vysvětil ctihodného Sergije na kněze a ustanovil ho igumenem nově vzniklého kláštera. Sergij usilovnou modlitbou a půsty překonával všechny těžkosti rozrůstajícího se kláštera a jeho sláva se donesla až do Konstantinopole, odkud mu patriarcha Filotheos I.Kokkinos (11. říjen jul.kal./24.10. greg.kal.) poslal své požehnání, kříž-paramán a oblečení pro velkou schimu jako výzvu k dalším duchovním zápasům.
Na rady svých nadřízených Sergij přijal v klášteře kinovii, kde mniši mají vše společné, pracují bezplatně a nesmí nic vlastnit. Brzo však začali mniši na takovou přísnost reptat, proto Sergij klášter opustil a usadil se na řece Kiržač, kde založil příbytek na počest svátku Zvěstování Panně Marii. Mezitím Trojicko-sergijevský monastýr začal bez Sergije upadat, až se nakonec na žádost mnichů Sergij do něho vrátil a igumenem Kiržačského monastýru ustanovil svého učedníka Romana (29. červenec jul.kal./11.8. greg.kal.)
Sergij měl dar prorockého vidění a dar činění zázraků. Se světitelem Alexijem, metropolitou moskevským a celé Rusi divotvorcem (+1378; 12. únor jul.kal./25.2.greg.kal.) Sergije poutalo přátelství a duchovní láska. Sergij také požehnal knížeti Dimitriji Donskému před bitvou s tatarským Mamajem na Kulikovském poli dne 8. září 1380, ve které kníže slavně zvítězil.
Zbožnému Sergiji se zjevila sama Matka Boží doprovázená svatými apoštoly Petrem a Janem a dala mu své požehnání spolu s příslibem své záštity nad jeho monastýrem.
V hlubokém stáří pak Sergij ve věku 78 let dne 25. září 1392 skonal a pohřben byl na klášterním hřbitově. Jeho ostatky byly vyzdviženy 5. července 1422 a shledány netlené, u nichž docházelo k uzdravením věřících, a uloženy v Trojicko-sergijevské lávře.

## Úcta
Přesný rok jeho svatořečení ruskou pravoslavnou církví je nejistý, buď 1452 nebo 1448. Církev si jeho památku připomíná 25. září (den úmrtí a 5. července (den vyzdvižení ostatků.
Katolická církev jej rovněž uctívá jako světce. V roce 1940 byl zařazen do liturgického kalendáře pro ruské katolíky. Jeho jméno je od roku 2001 zařazeno v Římském martyrologiu pod datem 25. září.
Je také zařazen do kalendáře svatých několika církví anglikánského společenství.

## Galerie

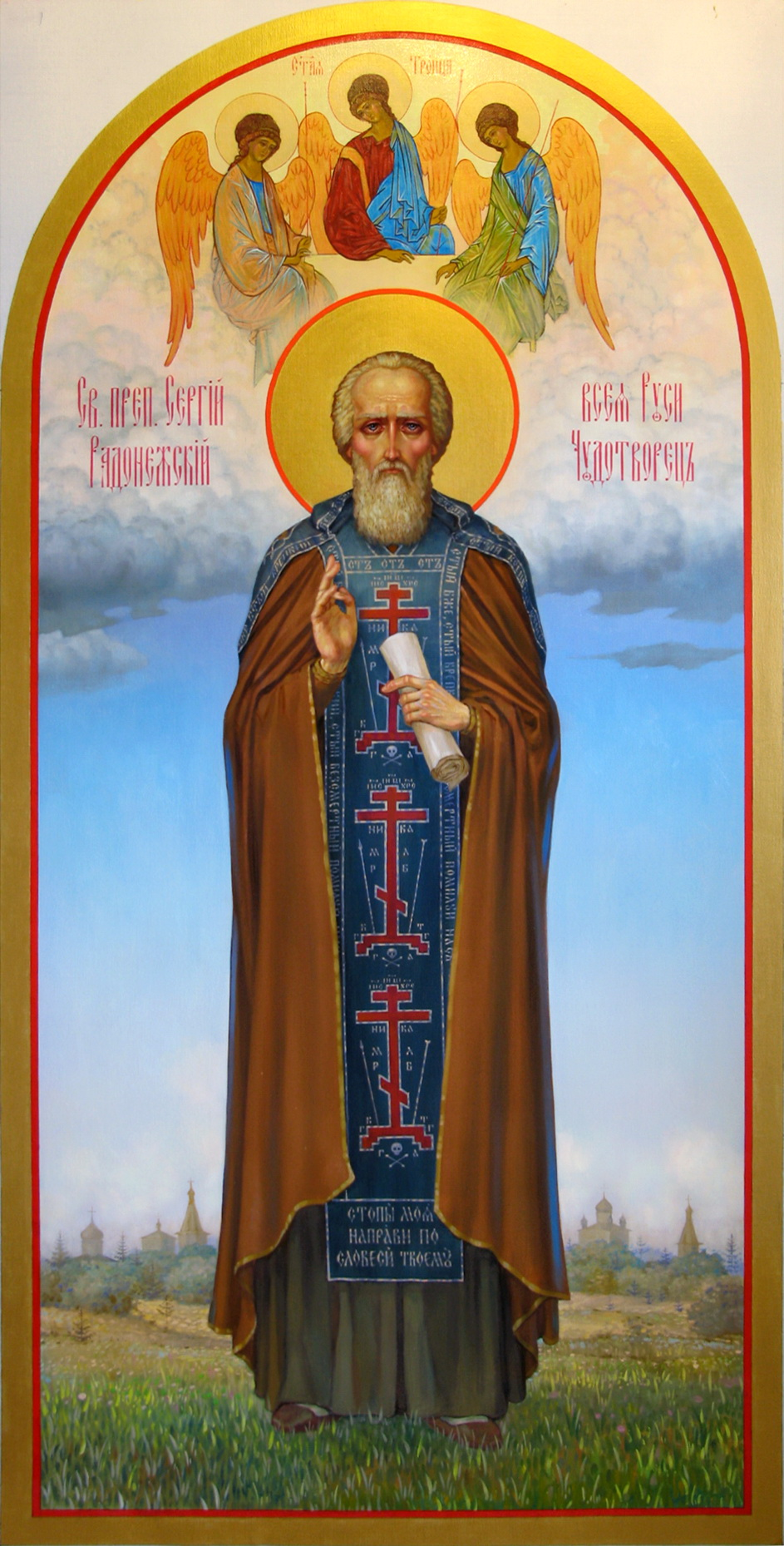
Sergij Radoněžský
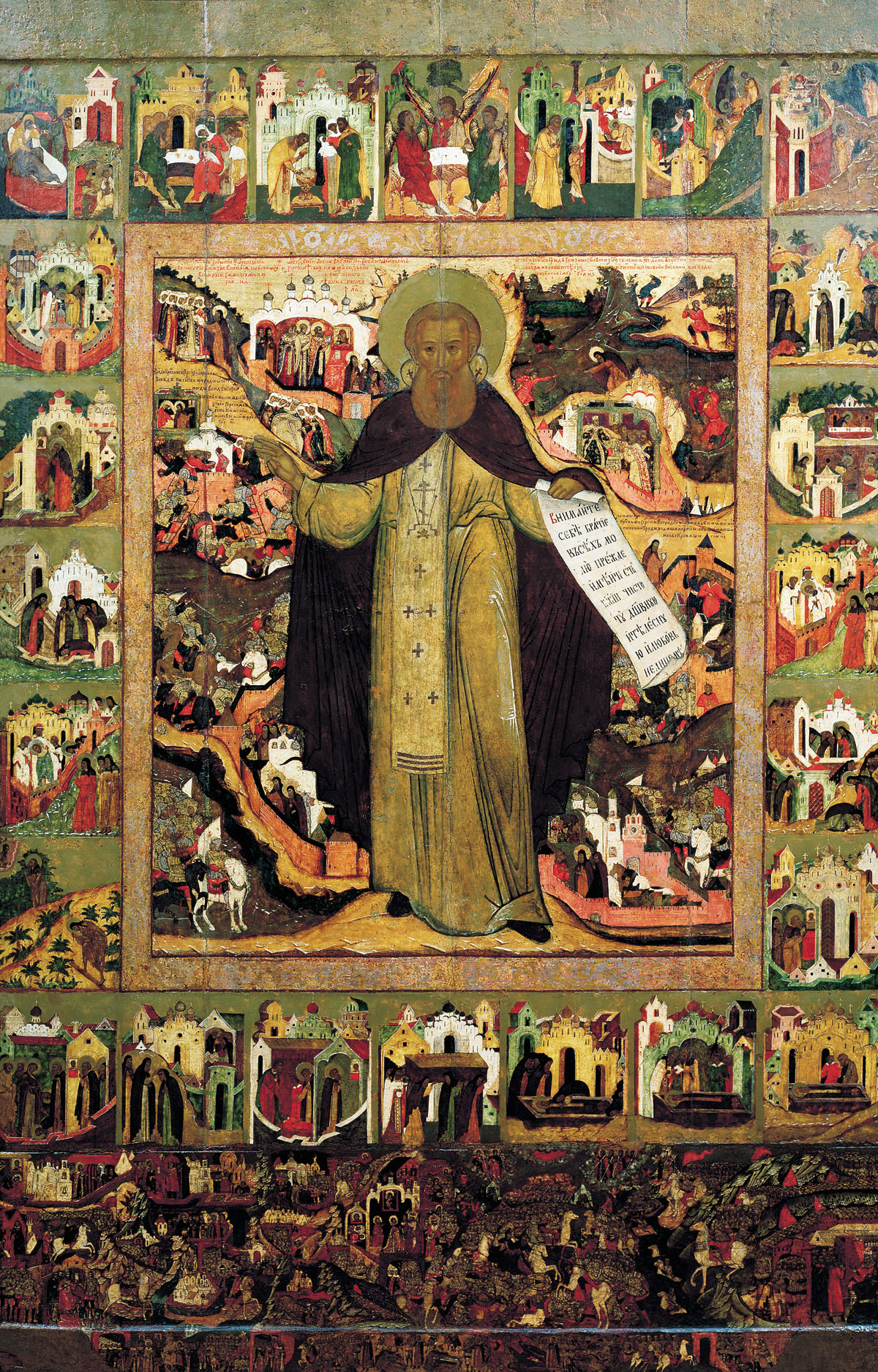
Sergij Radoněžský – muzeum Jaroslavl
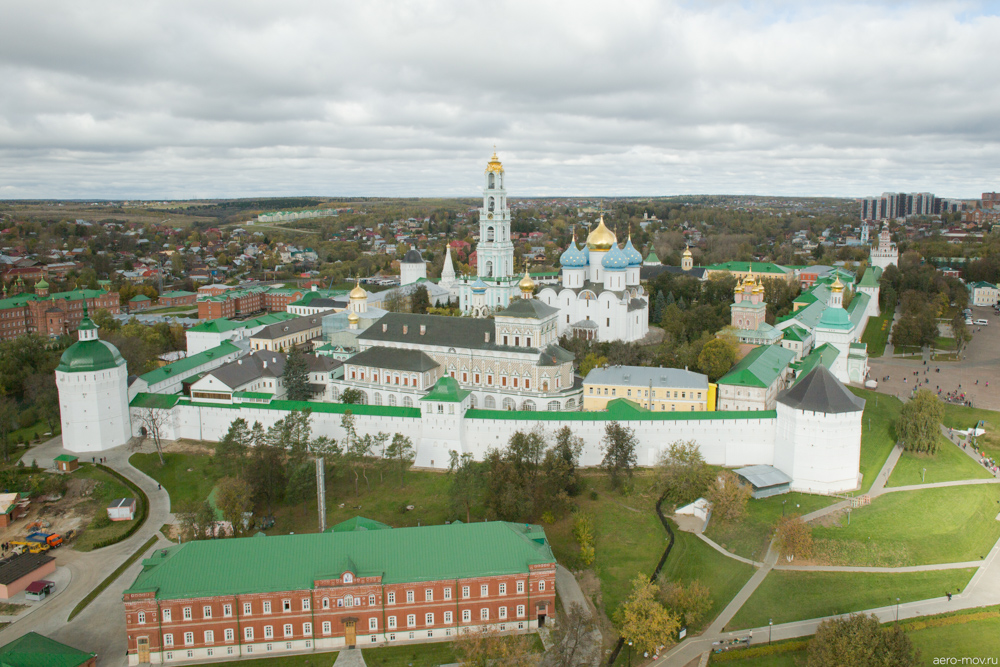
Trojicko-sergijevská lávra
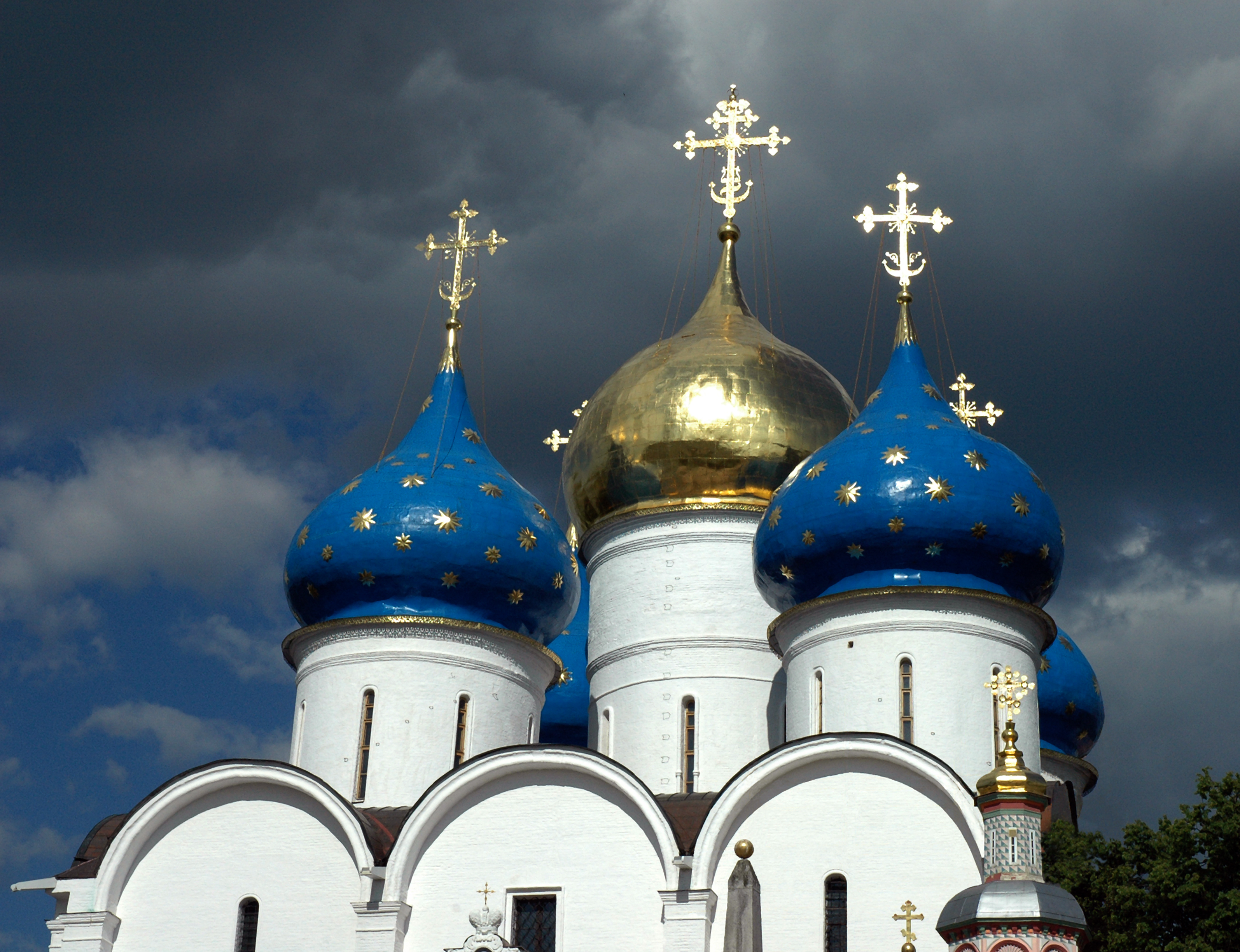
Trojicko-sergijevská lávra – Uspenský chrám
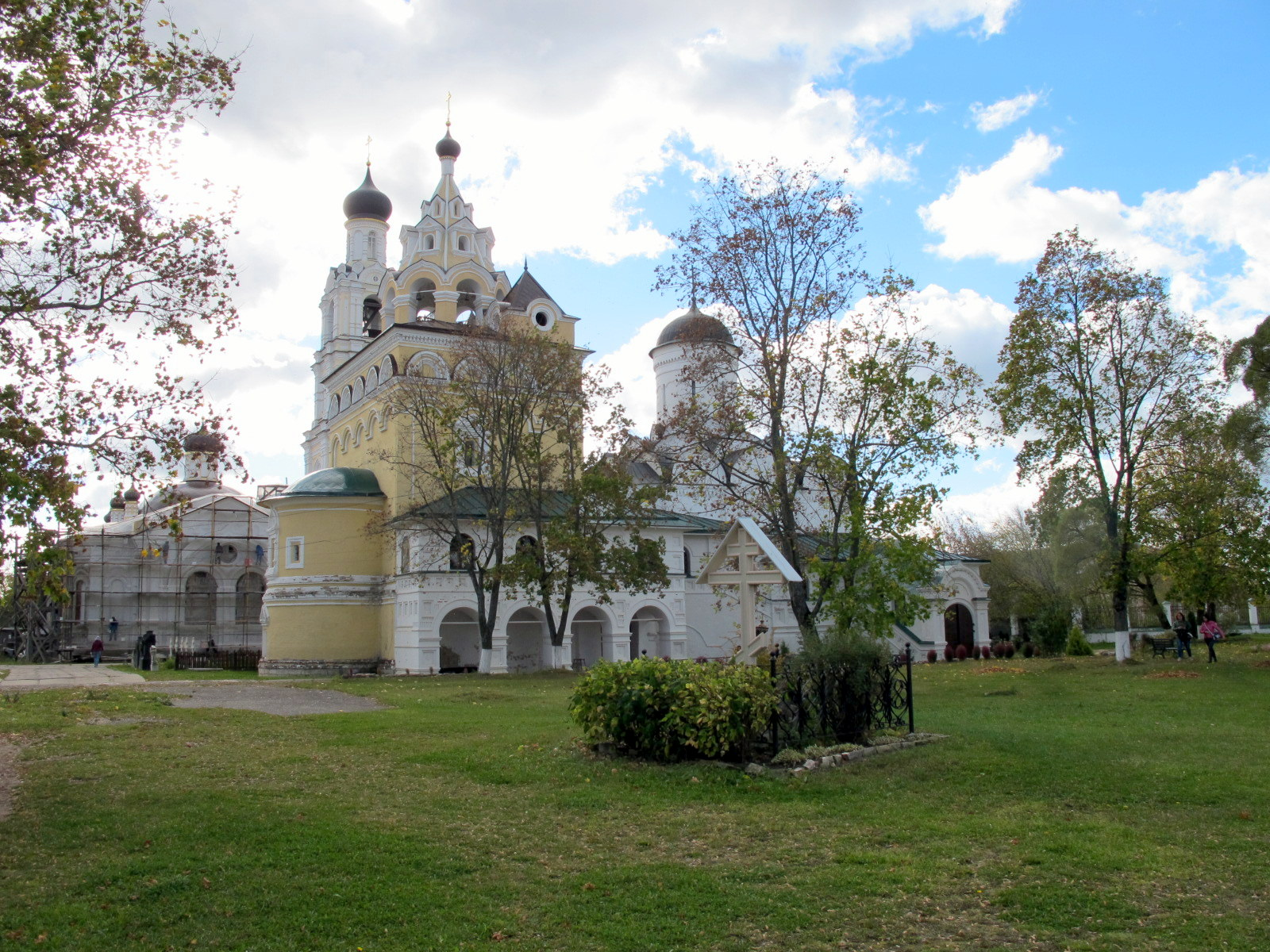
Kiržač – chrám Zvěstování Panně Marii